# Parathelypteris noveboracensis
Parathelypteris noveboracensis är en kärrbräkenväxtart som först beskrevs av Carolus Linnaeus, och fick sitt nu gällande namn av Ren-Chang Ching. Parathelypteris noveboracensis ingår i släktet Parathelypteris och familjen Thelypteridaceae. Inga underarter finns listade.